# Myrmecoclytus natalensis
Myrmecoclytus natalensis là một loài bọ cánh cứng trong họ Cerambycidae.